# Kanton Vouvray
Der Kanton Vouvray ist seit 1790 ein französischer Wahlkreis im Arrondissement Tours, im Département Indre-et-Loire und in der Region Centre-Val de Loire; sein Hauptort ist Vouvray.

## Gemeinden
Der Kanton besteht aus zehn Gemeinden mit insgesamt 29.680 Einwohnern (Stand: 1. Januar 2022) auf einer Gesamtfläche von 200,71 km²:
| Gemeinde                | Einwohner 1. Januar 2022 | Fläche km² | Dichte Einw./km² | Code INSEE | Postleitzahl |
| ----------------------- | ------------------------ | ---------- | ---------------- | ---------- | ------------ |
| Chançay                 | 1.123                    | 15,04      | 75               | 37052      | 37210        |
| Chanceaux-sur-Choisille | 3.509                    | 18,47      | 190              | 37054      | 37390        |
| Mettray                 | 2.079                    | 10,34      | 201              | 37152      | 37390        |
| Monnaie                 | 4.785                    | 39,42      | 121              | 37153      | 37380        |
| Notre-Dame-d’Oé         | 4.358                    | 7,73       | 564              | 37172      | 37390        |
| Parçay-Meslay           | 2.574                    | 14,07      | 183              | 37179      | 37210        |
| Reugny                  | 1.764                    | 29,72      | 59               | 37194      | 37380        |
| Rochecorbon             | 3.220                    | 17,09      | 188              | 37203      | 37210        |
| Vernou-sur-Brenne       | 2.871                    | 25,91      | 111              | 37270      | 37210        |
| Vouvray                 | 3.397                    | 22,92      | 148              | 37281      | 37210        |
| Kanton Vouvray          | 29.680                   | 200,71     | 148              | 3719       | –            |

Bis zur Neuordnung der französischen Kantone bestand der Kanton aus den elf Gemeinden Chançay, Chanceaux-sur-Choisille, Monnaie, Neuillé-le-Lierre, Noizay, Notre-Dame-d’Oé, Parçay-Meslay, Reugny, Rochecorbon, Vernou-sur-Brenne und Vouvray. Sein Zuschnitt entsprach einer Fläche von 224 km2. Er besaß vor 2015 einen anderen INSEE-Code als heute, nämlich 3724.